# Волове очко (рід)
Волове очко (Troglodytes) — рід дрібних горобцеподібних птахів родини воловоочкових. Ці дрібні птахи мають тіло близько 11-13 см завдовжки. Зверху вони коричневі, а знизу дещо блідіші. З міцними ногами, з короткими заокругленими крилами і хвостом, що стирчить вертикально вгору, з темно-поцяткованим тілом, ці дрібні пташини мають прямий політ.
Волові очка переважно трапляються в дещо прохолодніших місцях проживання, ніж більшість їхніх родичів. Абсолютна більшість видів селиться в горах від Мексики до північних районів Південної Америки. П'ять видів зустрічаються в помірних широтах: волоочко співоче поширене як у тропічних, так і в помірних низовинах. Багато дослідників розділяють його на кілька видів. Донедавна вважалося, що волоочко канадське має широкий ареал і розповсюджене у Північній Америці, Європі, Азії та Північній Африці, але останнім часом його поділяють на три види, з яких євразійське волове очко - єдина пташка цього роду, що зустрічається за межами Нового світу. Інший вид, волоочко фолклендське (Troglodytes cobbi), поширений на Фолклендських островах і добре переносить їхні суворі умови.
Як і інші волоочка, вони непомітні, коли полюють на дрібних комах та павуків, але зате легко можуть бути виявлені за їхніми голосними піснями.
Це територіальні птахи, але крихітні волоочка канадські часто збираються тісними групами в дуплах у холодну пору, щоб зберегти тепло.

## Систематика та види
Рід Troglodytes був запроваджений французьким орнітологом Луї П'єром В'єйо в 1809 р. . Згодом типовий вид був визначений як волоочко співоче (Troglodytes aedon).
Найближчими живими родичами цього роду є, скоріше за все волоочко бамбукове (Thryorchilus browni) і види овадів (Cistothorus), а не тріщуки (Henicorhina), як іноді пропонувалося ранішими дослідниками.
Ряд видів Troglodytes, таких як волоочко кларіонське (Troglodytes tanneri), раніше вважалися підвидами волоочка співочого, і стверджувалося, що принаймні тропічні форми волоочка співочого слід поділяти на дрібніші види, як волоочко південне (Troglodytes musculus). Волоочко сокорське (Troglodytes sissonii), раніше поміщене в Thryomanes (підбуреник), насправді близько споріднене з комплексом волоочка співочого, як вказано «манерою, піснею, оперенням тощо»  а також через біогеографію та аналіз послідовності 2-ї субодиниці мітохондріальної ДНК НАДН-дегідрогенази.
Волоочко канадське не так тісно пов'язане з іншими представниками роду і іноді розщеплюється як монотипний рід Nannus. Насправді воно може бути тісно пов'язане з овадом, але знову ж таки, молекулярних даних недостатньо для належного вирішення цієї проблеми.
Однак навіть за допомогою останніх молекулярних даних взаємини виду не вдалося повністю вирішити. Схоже, є дві клади, одна з яких складає групу волоочка співочого, та інша, що містить види Центральної та Південної Америки. Взаємовідносини волоочка рудобрового (Troglodytes rufociliatus) та волоочка мексиканського (Troglodytes aedon brunneicollis) не можуть бути чітко описані за наявними молекулярними даними; вони виглядають досить базальними, і перші можуть бути ближче до групи волоочка співочого, ніж другі. Волоочко скельне (Troglodytes monticola) досить загадкове і малодосліджене.

### Види
Виділяють дванадцять видів:

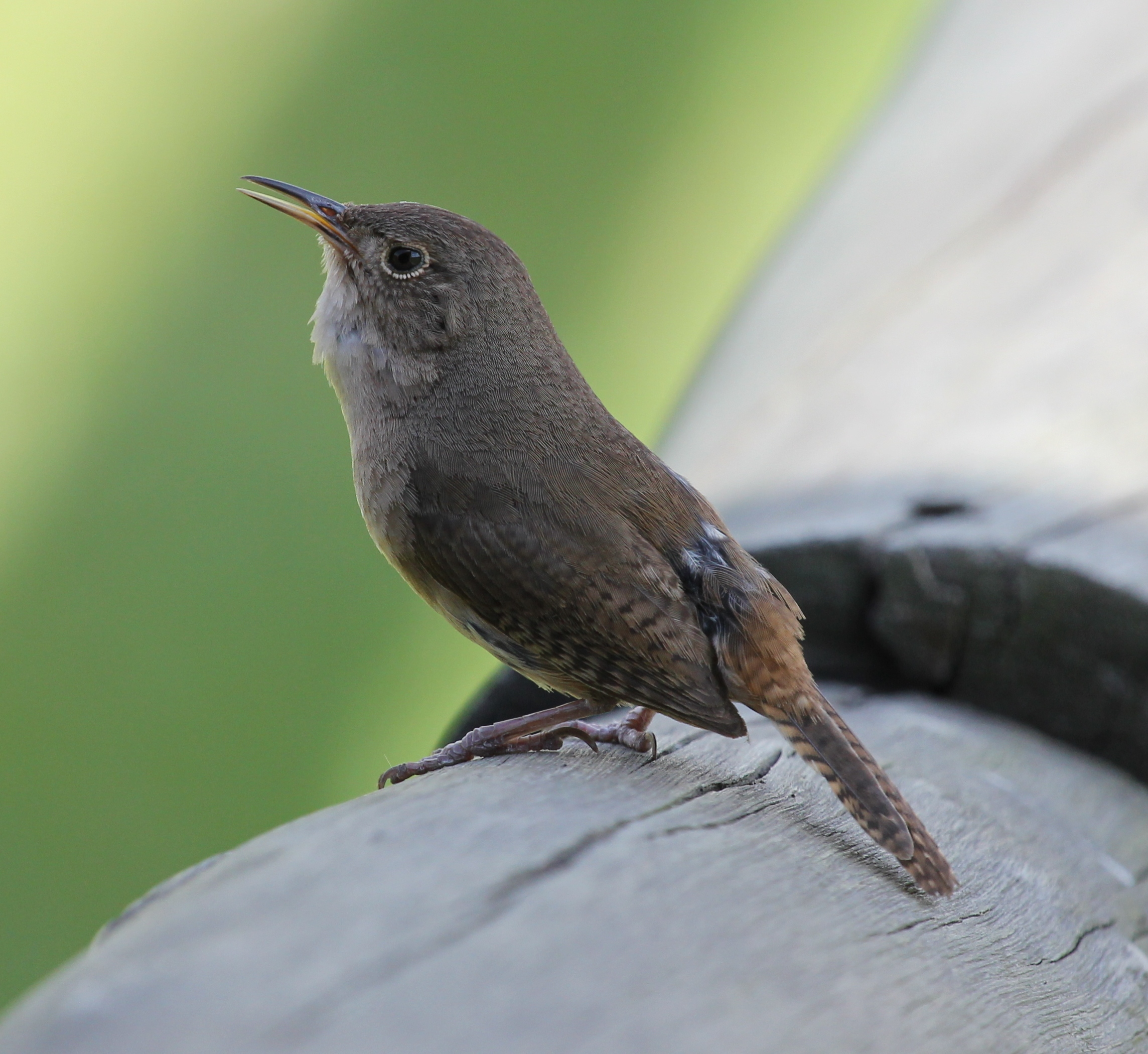
Troglodytes aedon musculus

- Волове очко (Troglodytes troglodytes)
- Волоочко канадське (Troglodytes hiemalis)[6]
- Волоочко кордильєрське (Troglodytes pacificus)[7]
- Волоочко кларіонське (Troglodytes tanneri)
- Волоочко співоче (Troglodytes aedon)
- Волоочко фолклендське (Troglodytes cobbi)
- Волоочко сокорське (Troglodytes sissonii)
- Волоочко рудоброве (Troglodytes rufociliatus)
- Волоочко вохристе (Troglodytes ochraceus)
- Волоочко гірське (Troglodytes solstitialis)
- Волоочко скельне (Troglodytes monticola)
- Волоочко венесуельське (Troglodytes rufulus)

## Подальше читання
- ffrench, Richard; O'Neill, John Patton & Eckelberry, Don R. (1991): A guide to the birds of Trinidad and Tobago (2nd edition). Comstock Publishing, Ithaca, N.Y. ISBN 0-8014-9792-2
- Hilty, Steven L. (2003): Birds of Venezuela. Christopher Helm, London. ISBN 0-7136-6418-5
- National Geographic Society (2002): Field Guide to the Birds of North America. National Geographic, Washington DC. ISBN 0-7922-6877-6
- Rice, Peterson and Escalona-Segura: Phylogenetic patterns in montane Troglodytes wrens
- Stiles, F. Gary & Skutch, Alexander Frank (1989): A guide to the birds of Costa Rica. Comistock, Ithaca. ISBN 0-8014-9600-4
- Svensson, Lars; Zetterström, Dan; Mullarney, Killian & Grant, P. J. (1999): Collins bird guide. Harper & Collins, London.

## Зовнішні посилання
- Відео, фотографії та факти про волоочок на Arkive.org